# Kombinacja norweska na Zimowych Igrzyskach Olimpijskich 2006 – sztafeta
Sztafeta w kombinacji norweskiej na Zimowych Igrzyskach olimpijskich 2006 odbyła się 16 lutego 2006 roku w Pragelato. Najpierw zawodnicy oddali po dwa skoki na dużej skoczni Stadio del Trampolino, a następnie wystartowali w sztafecie 4x5 kilometrów metodą Gundersena. Tytułu mistrzowskiego broniła reprezentacja Finlandii, która tym razem zajęła trzecie miejsce. Nowymi mistrzami olimpijskimi zostali Austriacy, a srebrne medale wywalczyli reprezentanci Niemiec.

## Skoki narciarskie
| Pozycja | Państwo           | Zawodnicy                                                             | Skok 1 (m)              | Skok 1 (pkt)                  | Skok 2 (m)              | Skok 2 (pkt)                  | Punkty                        | Strata |
| ------- | ----------------- | --------------------------------------------------------------------- | ----------------------- | ----------------------------- | ----------------------- | ----------------------------- | ----------------------------- | ------ |
| 1.      | Niemcy            | Jens Gaiser Björn Kircheisen Ronny Ackermann Georg Hettich            | 125,0 126,0 130,5       | 464,5 114,5 113,7 114,2 122,1 | 121,0 125,5 122,5 126,0 | 449,0 108,7 114,1 109,5 116,7 | 913,5 223,2 227,8 223,7 238,8 | –      |
| 2.      | Austria           | Michael Gruber Mario Stecher Felix Gottwald Christoph Bieler          | 127,0 121,5 122,5 128,5 | 453,4 115,9 108,3 110,5 118,7 | 123,0 125,0 120,0 128,5 | 449,8 109,6 113,5 107,0 119,7 | 903,2 225,5 221,8 217,5 238,4 | +0:10  |
| 3.      | Rosja             | Dmitrij Matwiejew Iwan Fiesienko Anton Kamieniew Siergiej Maslennikow | 121,5 119,5 120,5 136,5 | 450,1 106,8 105,9 106,6 130,8 | 118,5 123,0 132,5       | 440,0 102,7 103,7 109,6 124,0 | 890,1 209,5 209,6 216,2 254,8 | +0:23  |
| 4.      | Finlandia         | Anssi Koivuranta Antti Kuisma Hannu Manninen Jaakko Tallus            | 129,5 114,5 125,0 124,5 | 444,7 120,4 97,9 112,5 113,9  | 120,5 115,5 124,5 124,0 | 433,9 108,1 100,1 111,9 113,8 | 878,6 228,5 198,0 224,4 227,7 | +0:35  |
| 5.      | Japonia           | Yōsuke Hatakeyama Norihito Kobayashi Takashi Kitamura Daito Takahashi | 124,5 122,0 120,0 122,0 | 437,7 112,4 109,9 105,5 109,9 | 123,0 124,5 110,5 122,0 | 426,5 111,6 111,4 93,6 109,9  | 864,2 224,0 221,3 199,1 219,8 | +0:49  |
| 6.      | Francja           | François Braud Nicolas Bal Ludovic Roux Jason Lamy Chappuis           | 124,0 110,0 118,5 132,0 | 431,9 112,3 93,0 102,7 123,9  | 112,0 108,0 122,5 131,5 | 416,3 93,4 89,1 110,5 123,3   | 848,2 205,7 182,1 213,2 247,2 | +1:05  |
| 7.      | Szwajcaria        | Jan Schmid Andreas Hurschler Ronny Heer Ivan Rieder                   | 124,0 118,0 122,5 115,5 | 427,5 112,8 103,1 111,5 100,1 | 122,0 109,0 115,0 124,5 | 412,1 109,4 90,3 100,5 111,9  | 839,6 222,2 193,4 212,0       | +1:14  |
| 8.      | Stany Zjednoczone | Bill Demong Carl Van Loan Johnny Spillane Todd Lodwick                | 120,0 103,0 124,0 120,0 | 409,9 107,0 82,1 112,8 108,0  | 122,5 103,0 119,5 123,5 | 410,7 111,0 82,1 105,4 112,2  | 820,6 218,0 164,2 218,2 220,2 | +1:33  |
| 9.      | Czechy            | Aleš Vodseďálek Tomáš Slavík Ladislav Rygl Pavel Churavý              | 116,0 115,0 113,0 117,5 | 396,3 98,7 99,0 96,6 102,0    | 122,5 115,5 117,0 116,5 | 408,8 109,0 99,6 99,9 100,3   | 805,1 207,7 198,6 196,5 202,3 | +1:48  |
| –       | Włochy            | Davide Bresadola Jochen Strobl Daniele Munari Giuseppe Michielli      | 124,5 107,5 109,0 118,5 | 393,9 111,4 88,5 89,8 104,2   | DNS                     | DNS                           | –                             | –      |
| –       | Norwegia          | Håvard Klemetsen Kristian Hammer Magnus Moan Petter Tande             | DNS                     | DNS                           | –                       | –                             | –                             | –      |

## Biegi
| Pozycja | Zawodnik          | Państwo                                                               | Strata po skokach | Czas biegu                              | Miejsce w biegu | Czas    | Strata  |
| ------- | ----------------- | --------------------------------------------------------------------- | ----------------- | --------------------------------------- | --------------- | ------- | ------- |
|         | Austria           | Michael Gruber Christoph Bieler Felix Gottwald Mario Stecher          | +0:10             | 49:42,6 11:50,3 13:01,0 12:01,4 12:49,9 | 1.              | 49:52,6 | -       |
|         | Niemcy            | Björn Kircheisen Georg Hettich Ronny Ackermann Jens Gaiser            | –                 | 50:07,9 11:23,9 12:50,4 12:27,6 13:26,0 | 4.              | 50:07,9 | +0:15,3 |
|         | Finlandia         | Antti Kuisma Anssi Koivuranta Jaakko Tallus Hannu Manninen            | +0:35             | 49:44,4 11:56,8 13:01,0 12:25,5 12:21,1 | 2.              | 50:19,4 | +0:26,8 |
| 4.      | Szwajcaria        | Ronny Heer Jan Schmid Andreas Hurschler Ivan Rieder                   | +1:14             | 50:00,9 11:42,5 13:23,0 12:02,5 12:52,9 | 3.              | 51:14,9 | +1:22,3 |
| 5.      | Francja           | François Braud Ludovic Roux Jason Lamy-Chappuis Nicolas Bal           | +1:05             | 50:19,6 12:09,2 12:49,6 12:23,6 12:57,2 | 6.              | 51:24,6 | +1:32,0 |
| 6.      | Japonia           | Yōsuke Hatakeyama Norihito Kobayashi Takashi Kitamura Daito Takahashi | +0:49             | 50:47,0 12:02,5 12:49,5 12:33,7 13:21,3 | 7.              | 51:36,0 | +1:43,4 |
| 7.      | Stany Zjednoczone | Johnny Spillane Carl Van Loan Bill Demong Todd Lodwick                | +1:33             | 50:19,5 11:53,2 13:20,9 12:24,2 12:41,2 | 5.              | 51:52,5 | +1:59,9 |
| 8.      | Czechy            | Ladislav Rygl Pavel Churavý Aleš Vodseďálek Tomáš Slavík              | +1:48             | 52:10,5 12:33,7 12:38,2 13:15,8 13:42,8 | 8.              | 54:02,5 | +4:05,9 |
| 9.      | Rosja             | Dmitrij Matwiejew Iwan Fiesienko Anton Kamieniew Siergiej Maslennikow | +0:23             | 53:42,1 12:38,0 13:52,4 13:18,5 13:53,2 | 9.              | 54:05,1 | +4:12,5 |